# Koktajl
Kóktajl ali kóktejl (angleško cocktail) je (praviloma alkoholna) mešana pijača.

## Izvor imena
Cocktail pomeni v angleščini petelinji rep. O izvoru imena kroži več zanimivih zgodb, vendar na žalost nobena ni dokazana in bo izvor tega imena ostal zavit v temo preteklosti.
Po prvi verziji naj bi imelo ime izvor pri petelinjih bojih. Po končanem boju je imel lastnik zmagovalnega petelina pravico, da je mrtvemu poražencu izpulil pisana repna peresa. To trofejo so zalili s pijačo on the Cock's tail. Kasneje so pijače po boju začeli imenovati cocktaili. Po drugi verziji izhaja ime iz francoskega imena za kozarce za jajca (coquetier) v katerih naj bi jih stregli. Nekateri verjamejo, da izhaja ime od nepremešanih koktajlov. Če v kozarec previdno natočijo različne likerje (različne barve, gostota in vsebnost sladkorja in alkohola), ostanejo plasti ločene in barve posameznih plasti spominjajo na petelinji rep.

## Zgodovina koktajlov
Če so bili prvi koktajli pisani ali ne, ni jasno, znano pa je zakaj in kako so nastali. V tistem obdobju je bil med žganimi pijačami na razpolago predvsem domač viski, ki pa še zdaleč ni dosegal kvalitete današnjih izdelkov. To so bila visokoprocentna žganja iz žitaric, praviloma nestarana, ki so lahko močno ogrozila zdravje. Uživanje so skušali olajšati z dodatki sladkorja, medu, aromatičnih snovi in sadja.
Ker so priseljenci prinašali tudi znanje o destileriji, so v sredini 19. stoletja začeli v ZDA s proizvodnjo številnih žganih pijač, pa tudi uvoz iz Evrope se je pocenil in povečal.
Prostor za srečanja se je preselil iz Western Saloona v lokale tipa American Bar. Nastajati so začeli nešteti koktajli, eni so bili muhe enodnevnice, drugi so doživeli svetovno slavo.
Potreba po koktajlih se je povečala tudi med prohibicijo. Ker sta bila uvoz in proizvodnja zelo otežkočena, se je ponudba omejila predvsem na doma izdelana žganja. Uvažali so predvsem lažje, manjše količine visoko koncentriranih žganj, kot pa vino in pivo.

## Delitev koktajlov
Glede na vsebnost alkohola so lahko: 
- alkoholni
- brezalkoholni